# Conrad Heyer

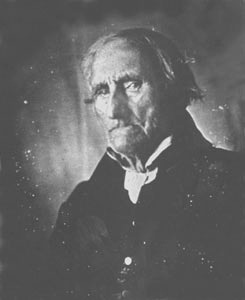
Conrad Meyer fotograferad 1852, då 103 år gammal.

Conrad Heyer, född 10 april 1749 i Waldoboro, Massachusetts Bay-provinsen, död 19 februari 1856, var en amerikansk jordbrukare och militär som är känd för att vara den tidigast födda mannen som har fotograferats.
Under den Amerikanska revolutionen, deltog Heyer i kontinentalarmén vid det Nordamerikanska frihetskriget. Han erhöll sitt avsked i december 1777. Efter kriget återvände han till Waldoboro, där han försörjde sig som jordbrukare fram till sin död 1856, 106 år gammal.